# フォード・トーラスX
トーラスX（Taurus X）はフォードが製造・販売していた自動車である。2005年から2007年までフリースタイル（FREESTYLE）の車名で販売されていたが、2008年からトーラスXに改名された。

## 概要
2004年1月の北米国際オートショーにてフォード・トーラスセダンおよびワゴンの後継車種が、それぞれファイブハンドレッド、フリースタイルとして発表され、同年内に2005年モデルとして発売開始された。フリースタイルは背の高いステーションワゴン風の外観の車種で、6/7人乗員の3列シートは多彩なシートアレンジを備えており、それによって高い居住性と実用性を確保していた。
マーキュリー版の姉妹車も計画されていたようで、翌2005年の北米国際オートショーにてマーキュリー・メタワン (Mercury Meta One) コンセプトが出展されたが、実際に市販化されることはなかった。なお、同コンセプトはツインターボのV6ディーゼルエンジンにモーターを組み合わせたハイブリッド車であった。
フリースタイル（および姉妹車のファイブハンドレッドとマーキュリー・モンテゴ）は、プラットフォームにはXC90などで使用されているボルボ開発のフォード・D3プラットフォームを採用した。パワートレーンは3.0L DOHC・V6とZF製CVTの組み合わせのみであった。駆動方式はFFとAWDがともに用意された。
2007年2月にはシカゴオートショーでフェイスリフトされた2008年モデルが発表されたが、フォードの戦略転換に伴ってD3プラットフォームの3車種はファイブハンドレッドが「トーラス」に、モンテゴが「セーブル」に戻され、またフリースタイルは「トーラスX」に改名された。パワートレーンは3.5L DOHC・V6とアイシンAW（現:アイシン）製6速ATの組み合わせに換装された。
2009年1月の北米国際オートショーでフルモデルチェンジされたトーラスが発表されたが、トーラスXはモデルチェンジされることなく2009年モデル限りで打ち切られた。
なお、豪州フォードが似たようなスタイリングを持つフォード・テリトリーを開発し、アジア太平洋地域で販売しているが、トーラスXとはプラットフォームも異なる全くの別車種である。